# Tsivolko-eilanden

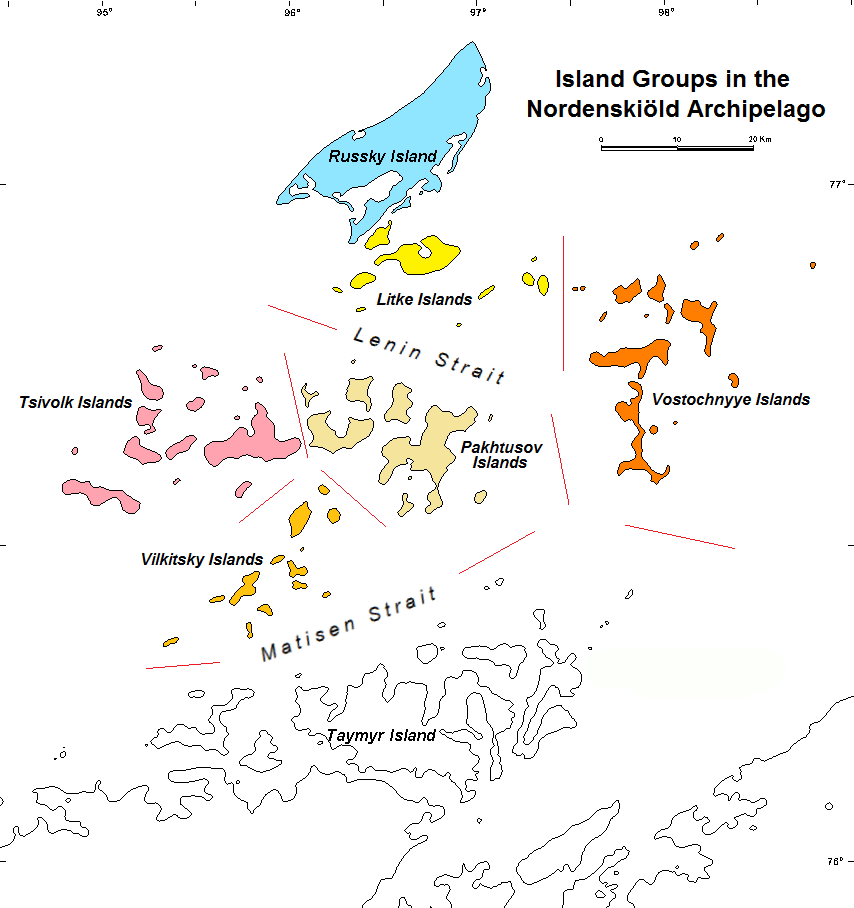
Ligging van de Tsivolko-eilanden

De Tsivolko-eilanden (Russisch: острова Цивольки; ostrova Tsivolki) zijn een eilandengroep in het westelijk deel van de Nordenskiöldarchipel ten noorden van het Russische schiereiland Tajmyr in het zuidelijke deel van de Karazee. De groep van ongeveer 17 eilanden en eilandjes strekt zich van noordoost naar zuidwest uit over ongeveer 28 kilometer ten zuidwesten van het eiland Roesski, ten westen van de Pachtoesoveilanden en ten noordwesten van de Vilkitski-eilanden. 
De eilandengroep vormt samen met de Vilkitski - en Pachtoesoveilanden de centrale groep van de archipel. De eilanden zijn vernoemd naar de Russische poolvaarder Avgoest Tsivolko (1810-1839).

## Eilanden
- Brandvachta (Брандвахта) – klein eilandje ten westen van Krasin
- Jermak (Ермак) – eiland aan noordzijde, ten noorden van Mametkoel
- Kazak (Казак) – klein eilandje ten westen van Vasiljev en ten noorden van Ledokol
- Koetsjoem (Кучум) – klein eilandje ten noordoosten van Jermak
- Kovalevskogo (Ковалевского) – klein eilandje ten noorden van Krasin
- Krasin (Красин) – grootste en oostelijkste eiland van de Tsivolko-eilanden
- Ledokol (Ледокол) – klein eilandje ten zuiden van Savvy-Losjkina, tussen het Torosrif in het noorden en de Ledokolzandbank in het zuidoosten
- Lenin (Ленин) – klein eilandje aan de noordzijde
- Makarov (Макаровова) – middelgroot eiland aan zuidwestzijde, ten zuiden van Vasiljev
- Memetkoel (Меметкул) – middelgroot eiland in centrale deel, ten zuiden van Jermak en ten noorden van Savvy-Losjkina
- Oekromny (Укромный) – klein eilandje ten noorden van Krasin
- Oktjabr (Окябрь) – klein eiland aan zuidoostzijde, ten zuiden van Krasin
- Sadko (Садко) – middelgroot eiland aan noordwestzijde, ten zuiden van Lenin en ten noorden van Sjoeltsa
- Savvy-Losjkina (Саввы-Лошкина) – middelgroot eiland in het centrale deel, ten oosten van Vasiljev, ten zuiden van Mametkoel en ten westen van Krasin
- Sjoeltsa (Шульца) – middelgroot eiland aan westzijde, ten zuiden van Sadko en ten noorden van Vasiljev
- Vasiljev (Васильева) – middelgroot eiland aan westzijde, ten zuiden van Sjoetsa, ten westen van Savvy-Losjkina en ten noorden van Makarov
- Vitte (Витте) – klein eilandje ten noorden van Krasin